# RENFE 279 sorozat
A RENFE 279 sorozat egy spanyol Bo'Bo' tengelyelrendezésű, 1 668 mm-es nyomtávolságú 3 300 V DC és 1500 V DC áramrendszerű villamosmozdony-sorozat. 1967-ben gyártotta a CAF, a Mitsubishi és a CENEMESA a RENFE részére. Összesen 16 db készült a sorozatból.
A mozdonysorozat megalkotásának célja az volt, hogy a kétféle áramrendszerrel villamosított (1500 V DC és 3000 V DC) spanyol vasúthálózaton mindkét áramrendszer alatt használható jármű jöjjön létre, hogy elkerüljék a felesleges mozdonycseréket. A mozdonyokat egyaránt tudták alkalmazni személy- és tehervonatok vontatására is.